# Visca venustula
Visca venustula är en insektsart som först beskrevs av Auber 1955.  Visca venustula ingår i släktet Visca och familjen myrlejonsländor. Inga underarter finns listade i Catalogue of Life.